# Filippo Surico
Filippo Surico (Castellaneta, 25 aprile 1882 – Roma, 20 novembre 1954) è stato un poeta, giornalista e commediografo italiano.
Filippo Surico compì i suoi studi liceali a Taranto e si laureò in lettere a Roma, dove diventò noto con una sua conferenza sugli scrittori pugliesi. Subito dopo si impose all'attenzione degli ambienti letterari come poeta e, soprattutto, come commediografo. 
Dopo la Grande Guerra curò l'edizione del giornale Le lettere,  fondò l'istituto Volere è potere. Frequentò i più grandi letterati del tempo: Gabriele D'Annunzio, di cui fu ospite a Gardone Riviera, Salvatore di Giacomo, che apprezzò la sua poesia, Giuseppe Prezzolini, che scrisse sul suo giornale.
Tra le opere ricordiamo il poemetto Rabbi, dedicato a Gesù, il suo primo lavoro accolto favorevolmente dalla critica, e le commedie Il ventaglio di Faust, in tre atti, rappresentata per la prima volta a Roma nel 1921, Le corde della lira, commedia in quattro atti ambientata in Puglia, rappresentata per la prima volta al teatro Piccinni di Bari nel 1923, e L'Italia l'ho fatta io!, commedia satirica rappresentata con successo sia in Italia che all'Estero dal 1926 in poi.
Castellaneta ricorda il poeta Filippo Surico attraverso una scuola media a lui dedicata.

## Opere
| Controllo di autorità | VIAF (EN) 251387113 · ISNI (EN) 0000 0003 7490 8719 · SBN RAVV041004 · BAV 495/318932 |